# هاشم خسروشاهی
هاشم خسروشاهی: (آذر ماه ۱۳۲۷، تبریز) شاعر، نویسنده، مترجم و پزشک ایرانی است. او رمان، قصه کوتاه، شعر، نمایشنامه و مقالات ادبی متعددی را از زبان فارسی به زبان ترکی استانبولی برگردانده است. دیوان فروغ فرخزاد، احمد شاملو و رضا براهنی از مهم‌ترین ترجمه‌های شعری او محسوب می‌شود. او اکنون در کشور ترکیه زندگی می‌کند.
خسروشاهی همچنین به زبان ترکی دو رمان و دو کتاب مجموعه اشعار خود را نوشته و منتشر کرده‌است.

### تالیفات
- آزالیا، رمان، سال انتشار ۲۰۱۱، انتشارات آرکاداش
- مرگ را از چشمانش دیدم Ölümü Gözlerinden gördüm، رمان، سال انتشار ۲۰۱۰، انتشارات آرکاداش
- Dil Tutulmalarım، شعر، نوشته هاشم خسروشاهی
- Dil Açmalarım، شعر، نوشته هاشم خسروشاهی
- بیاموزم تا فراموشت کنم. Seni Unutmayı Öğret Bana
- سایه نویسنده: صداق هدایت، زن و مرگ،...Yazarın Ölümü: Sadık Hidayet، نقد آثار صادق هدایت، به قلم رضا براهنی، هاشم خسروشاهی

### ترجمه از فارسی به ترکی
- منتخبات از ۱۲۰ شاعر زن ایرانی، سال انتشار ۲۰۱۵
- منتخبات از اشعار حافظ، مولوی و خیام، Sırrı Giz Eylediler ترجمه، سال انتشار ۲۰۱۶
- سنگ صبور نوشته صادق چوبک. Sabır Taşı
- دیوان اشعار احمد شاملو. Bana Aydınlıktan Söz Et
- دیوان اشعار فروغ فرخزاد. Yaralarım Aşktandır
- چینی تنهایی من، سهراب سپهری، سال انتشار ۲۰۱۷
- عزاداران بیل، غلامحسین ساعدی، سال انتشار ۲۰۱۷
- از چشم‌های شما می‌ترسم نوشته فرخنده حاجی‌زاده
- خطاب به پروانه‌ها نوشته رضا براهنی. Kelebeklere
- دست تاریک دست روشن نوشته هوشنگ گلشیری. Karanlık El Aydınlık El
- سلول ۱۸ نوشته علی‌اشرف درویشیان.
- بار دیگر شهری که دوست می‌داشتم نوشته نادر ابراهیمی. Helya
- نقش پنهان نوشته محمد محمدعلی
- کلیه آثار صمد بهرنگی
- آنتالوژی قصه کوتاه ایران، آثار ۳۳ نویسنده ایران
- نخست من می‌میرم، نوشتجات غیر شعری فروغ فرخزاد، سال انتشار ۲۰۱۹
- ترجمه و نشر ده‌ها شعر، نمایشنامه، قصه کوتاه، ترانه، سناریو، نقد و مقاله ادبی در مجلات ادبی ترکیه
- شماره ویژه ادبیات ایران مجله ادبی اوته کی سیز